# Sepang Racing Team
Das Petronas Yamaha Sepang Racing Team (SRT) (im MotoE World Cup One Energy Racing, in der Moto2 und Moto3 Petronas Sprinta Racing, ehemals AirAsia Caterham Moto Racing, SIC Racing Team und With U Motorsports) war ein Motorradsport-Team aus Malaysia, welches in sämtlichen Klassen der Motorrad-Weltmeisterschaft antrat. Seit 2017 diente Petronas als Hauptsponsor des Teams.
In der MotoGP-Klasse tritt das Team mit Yamaha-Chassis (wie der Name bereits sagt), in der Moto2-Klasse mit Kalex und in der Moto3-Kategorie mit Honda an.
2020 wurde Petronas SRT der MotoGP-Klasse durch Fabio Quartararo und Franco Morbidelli, in der Moto2-Klasse durch Xavi Vierge und Jake Dixon, in der durch John McPhee und Khairul Idham Pawi und im MotoE World Cup durch Jakub Kornfeil vertreten.
2021 wurde Quartararo durch Valentino Rossi, Pawi durch Darryn Binder und Kornfeil durch Eric Granado ersetzt.
2022 tritt nach der Auflösung SRTs das Nachfolgerteam RNF MotoGP Racing mit Andrea Dovizioso und Darryn Binder als Fahrern an.

## Statistik

### Team-WM-Ergebnisse
MotoGP
- 2019 – Fünfter
- 2020 – Zweiter

Moto2 (seit 2018)
- 2018 – 18.
- 2019 – 16.
- 2020 – Zehnter

Moto3 (seit 2018)
- 2018 – Zehnter
- 2019 – Fünfter
- 2020 – Achter

MotoE World Cup
- 2019 – Dritter
- 2020 – Zwölfter

### Grand-Prix-Siege
| Saison | Klasse | Rennen                                         |
| ------ | ------ | ---------------------------------------------- |
| 2019   | Moto3  | Frankreich                                     |
| 2020   | MotoGP | Spanien Andalusien Italien Katalonien Valencia |
| 2020   | Moto3  | San Marino                                     |
| 2021   | MotoE  | Frankreich                                     |